# Essener Denkmalpfade
Die Denkmalpfade in Essen verknüpfen seit 2003 kultur- und industriehistorische Stätten. Die Denkmalpfade sind eine Initiative der Essener Bürgervereine um ein Bewusstsein für die Ortsgeschichte zu schaffen, die Lust wecken, neue Wege zu gehen und auf schon bekannten Wegen bislang Übersehenes zu entdecken. Dazu werden Hinweistafeln mit Informationen zum Objekt aufgestellt und Wanderführer mit Karten herausgegeben. Die Denkmalpfade erfassen auch nicht unter Denkmalschutz gestellte Objekte, beschränken sich aber bisher auf den Essener Süden. Das Projekt wird von den jeweiligen Bezirksvertretungen, dem Denkmalamt und dem Amt für Geoinformation sowie örtlichen Werbegemeinschaften und Unternehmen unterstützt.

## Geschichte
1. Ausweisung historischer Stätten in Form von Erklärungstafeln wurde ursprünglich nur im Bereich des ehemaligen Stiftes Essen (begründet durch den "Historischen Verein für Stadt und Stift Essen" und gefördert durch die Stadt Essen) durchgeführt. Um 1998 wurden die Tafeln als "Essener Denkmalpfad" durch die Stadt Essen erneuert.
2. In den von 1889 bis 1971 eingemeindeten Stadtteilen gab es bis 1998 nur kleine Denkmalschilder an eingetragenen Denkmälern.
3. Im ehemaligen Stiftsbezirk Werden wurde 1999 durch den "Historischen Verein Werden" und in Zusammenarbeit mit dem Bürger- und Heimatverein, der Bezirksvertretung IX und dem Werdener Werbering ein historischer Rundgang, der auf 15 Tafeln wichtige archäologische und historische Punkte beschreibt, installiert. Es gab aber auch schon in anderen Stadtteilen solche Bestrebungen.
4. Die "Bürgerschaft Rellinghausen / Stadtwald e.V." im ehemaligen Stift Rellinghausen stellte 2002 zwei alte Zechentore auf und stattete diese mit Erklärungstafeln aus. Man verfolgte die Idee, auch andere historische Stätten zu bezeichnen und dieses in einem Flyer zu dokumentieren. Im Frühjahr 2003 wurde darüber in der Mitgliederversammlung des "Stadtverbandes der Bürger- und Verkehrsvereine Essen e.V." erstattet. Die Idee wurde gerne aufgenommen.
5. Der damalige Geschäftsführer des "Stadtverbandes der Essener Bürger und Verkehrsvereine e.V" (J. Rainer Busch) ergriff die Initiative und lud die Vertreter der Bürgervereine aus Heisingen, Rellinghausen und Kupferdreh zu einem Arbeitsgespräch nach Kupferdreh ein. Dort wurden im Juni 2003 eine Vereinbarung getroffen, eine gemeinsame Vorgehensweisen festzulegen um alle historischen Denkmalstätten innerhalb der Großstadt mittels Wanderwegen, so genannten "Denkmalpfaden" zu bezeichnen. Ferner sollten diese Pfade durch entsprechende "Wanderführer zu historischen Stätten" dokumentiert werden und die jeweiligen Stellen mit Erklärungstafeln ausgestattet werden. Diese Initiative wird seitdem ohne Beteiligung der Stadt Essen, jedoch mit Unterstützung der Bezirksvertretungen durchgeführt.

## Ausführung
Jeder Stadtteil erstellt zunächst einen Denkmal-Wanderführer. Den Wanderführern liegt eine Karte bei, auf welcher die Wanderrouten und die historischen Stätten eingezeichnet sind. Die Karten werden in Zusammenarbeit mit dem Amt für Geoinformation der Stadt Essen hergestellt und lizenziert. Die einzelnen Wanderwege weisen Anschlusspunkte zu den Nachbarorten aus.
Die noch vorhandenen historischen Objekte werden mit kleinen Aluminiumtafeln (10 × 20 cm) ausgestattet. Diese Tafeln enthalten neben dem Wappen des Ortsteils ein Logo für kultur- oder industriehistorische Stätten.
Großformatige Erklärungstafeln werden an prägnanten Stellen im Ortsteil oder dort, wo keine Denkmalsubstanz mehr vorhanden ist, aufgestellt. Erklärungstafeln aufgestellt.
In Kupferdreh wurden von 2004 bis 2010 insgesamt 11 Doppeltafeln und 3 einfache Info-Tafeln aufgestellt. Der Kupferdreher Denkmalführer (J.R. Busch) erschien 2003.
In Rellinghausen/Stadtwald wurden unter anderem vier Tafeln im Stiftsgebiet, eine am Stadtwaldplatz, an der Hexentaufe, an der Schillerwiese und am Prellbock aufgestellt. Der Wanderführer für Rellinghausen/Stadtwald (Marlis Holle) erschien 2004.
In Heisingen wurden von 2004 bis 2008 5 Doppeltafeln aufgestellt. Der Wanderführer von Horst Lich und Heinrich Wacker wurde im Sommer 2004 herausgebracht.
In Burgaltendorf wurden drei Tafeln, die erste an der Zeche Theodor angebracht. Der Wanderführer erschien 2005 (Dieter Bonnekamp).
Es erschien außerdem im Herbst 2004 ein Wanderführer für Rüttenscheid (Marlis Holle) und im Frühjahr 2006 einer für Werden.
Ein weiterer Wanderführer erschien Ende 2006 für Steele (Marc Brandt). Die Ausstellung der Denkmaltafeln übernahm das "Steeler Archiv". Es stellte im Sommer 2011 bereits die 6. Tafel auf.
Der Wanderführer Überruhr (J. Rainer Busch und Stephan Assenmacher) erschien im Sommer 2008
Es folgte 2009 Kettwig mit einer am Projekt angelehnten Broschüre und entsprechenden Erklärungstafeln.
Als jüngster Teilnehmer kam im Sommer 2010 der "Kultur- und Geschichtspfad" Kray und Leithe mit der Herausgabe des entsprechenden Denkmalführers und Einweihung der ersten Tafel hinzu.
In allen beteiligten Stadtteilen werden kontinuierlich weitere Denkmaltafeln aufgestellt.